# Chris Rodríguez Jr.
Chris Rodríguez Jr. (McDonough, Georgia, 26 de septiembre de 2000) apodado C-Rod, es un jugador profesional estadounidense de fútbol americano, se desempeña en la posición de running back en Washington Commanders, en la National Football League (NFL).

## Carrera
Hizo su debut profesional con el equipo Washington Commanders, lleva jugando una temporada, comenzó en el 2023.